# Chlorocytus scandolensis
Chlorocytus scandolensis är en stekelart som beskrevs av Jean-Yves Rasplus 1991. Chlorocytus scandolensis ingår i släktet Chlorocytus och familjen puppglanssteklar.
Artens utbredningsområde är Frankrike. Inga underarter finns listade i Catalogue of Life.